# McCarthy Buttress
McCarthy Buttress ist ein 1135 m hoher und felsiger Grat des Vulkans Big Ben auf der Insel Heard im südlichen Indischen Ozean. Er erstreckt sich vom Davis Dome nach Norden in Richtung des Downes-Gletschers
Namensgeber ist James W. P. McCarthy, Meteorologe einer 1950 durchgeführten Kampagne der Australian National Antarctic Research Expeditions zur Insel Heard.